# Ines Negri

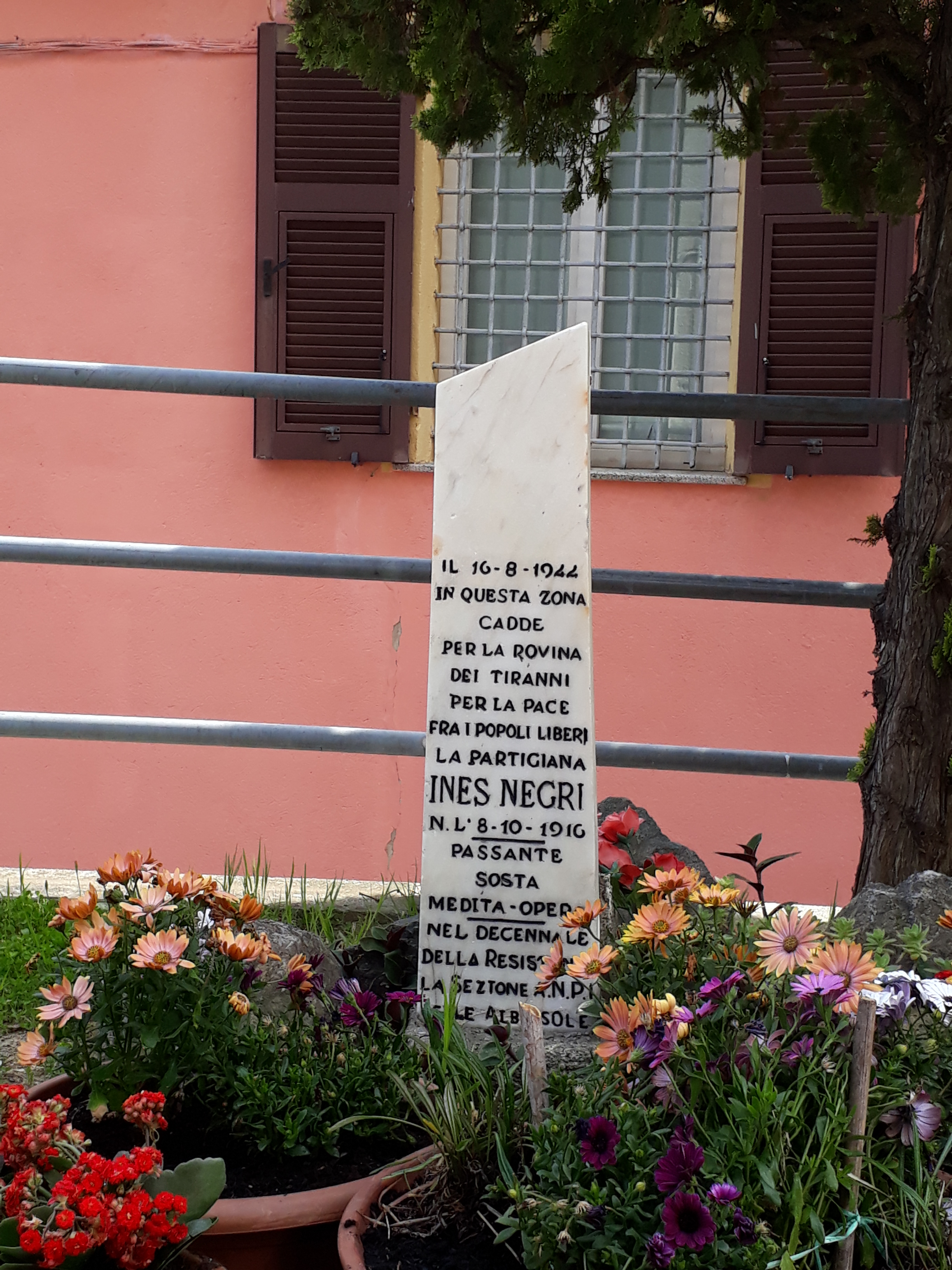
Cippo ad Ines Negri ad Albissola Marina.

Ines Negri (Casanova Lerrone, frazione di Maremo Soprano, 8 ottobre 1916 – Albissola Marina, 19 agosto 1944) è stata una partigiana italiana.

## Biografia
Dopo l'8 settembre 1943, Ines Negri entra nei Gruppi di difesa della donna come staffetta partigiana.
Nell'estate 1944 la provincia di Savona passò sotto il controllo della 3ª Divisione fanteria di marina "San Marco", addestrata in Germania e dotata di armi della Wehrmacht. Sapendo che parecchi dei militari della "San Marco" si erano arruolati per evitare la prigionia in Germania, le organizzazioni femminili della Resistenza iniziano a lavorare per favorirne le diserzioni.
Ines Negri fu arrestata il 16 agosto del 1944, ad Albisola Mare, nei pressi di Villa Faragiana, mentre accompagnava in montagna i militari. Dopo tre giorni di torture fu condannata a morte "per aver incitato alla diserzione diversi soldati della Divisione San Marco" e subito fucilata. Identica sorte toccò la settimana successiva a Clelia Corradini.
In conseguenza della sua morte, le donne savonesi annunciarono tramite il bollettino "Noi Donne" che da quel momento sarebbero entrate nelle formazioni partigiane per partecipare direttamente ai combattimenti.
Una strada di Albissola Marina, così come una scuola, portano il nome di Ines Negri.
Circa un mese dopo la sua morte fu intestato a suo nome l’11 ^ Distaccamento della 2 ^ Brigata Garibaldi. Era un distaccamento di circa 30 volontari che operava nella zona di Zuccarello, Erli, Pietra Ligure, Albenga.
Ad Abissola Mare il ricordo di Ines Negri è vivo, le è stata intitolata una via e una scuola materna.
Il nove novembre 2005 venne scoperta una lapide sul muro della casa in cui Ines Negri nacque. Alla cerimonia parteciparono, oltre al Sindaco di Casanova Lerrone e quello di Albissola Mare, molti Sindaci della zona e l’allora presidente della sezione ANPI di Albissola Marina Giuseppe Noberasco.
La lapide recita: “Il giorno 8 Ottobre 1916, in questa casa, nacque Ines Negri che sacrificò la sua giovane vita per la libertà della Patria cadendo sotto i colpi dei nazi-fascisti il 16 Agosto 1944 in Albissola Mare”.
Riferimento Anpi Leca.